# J.A.P.

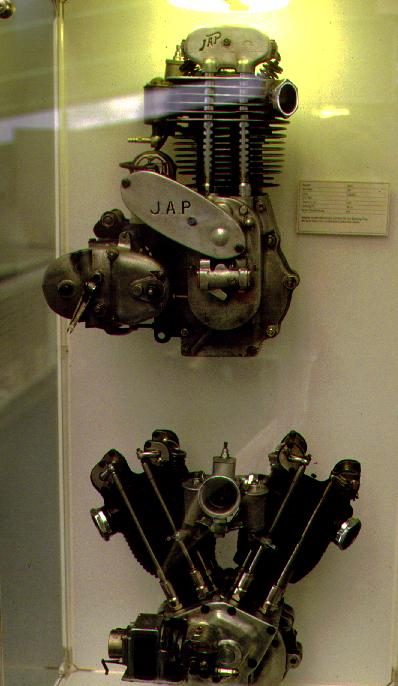
J.A.P.-Motoren, oben Einzylinder, unten V2

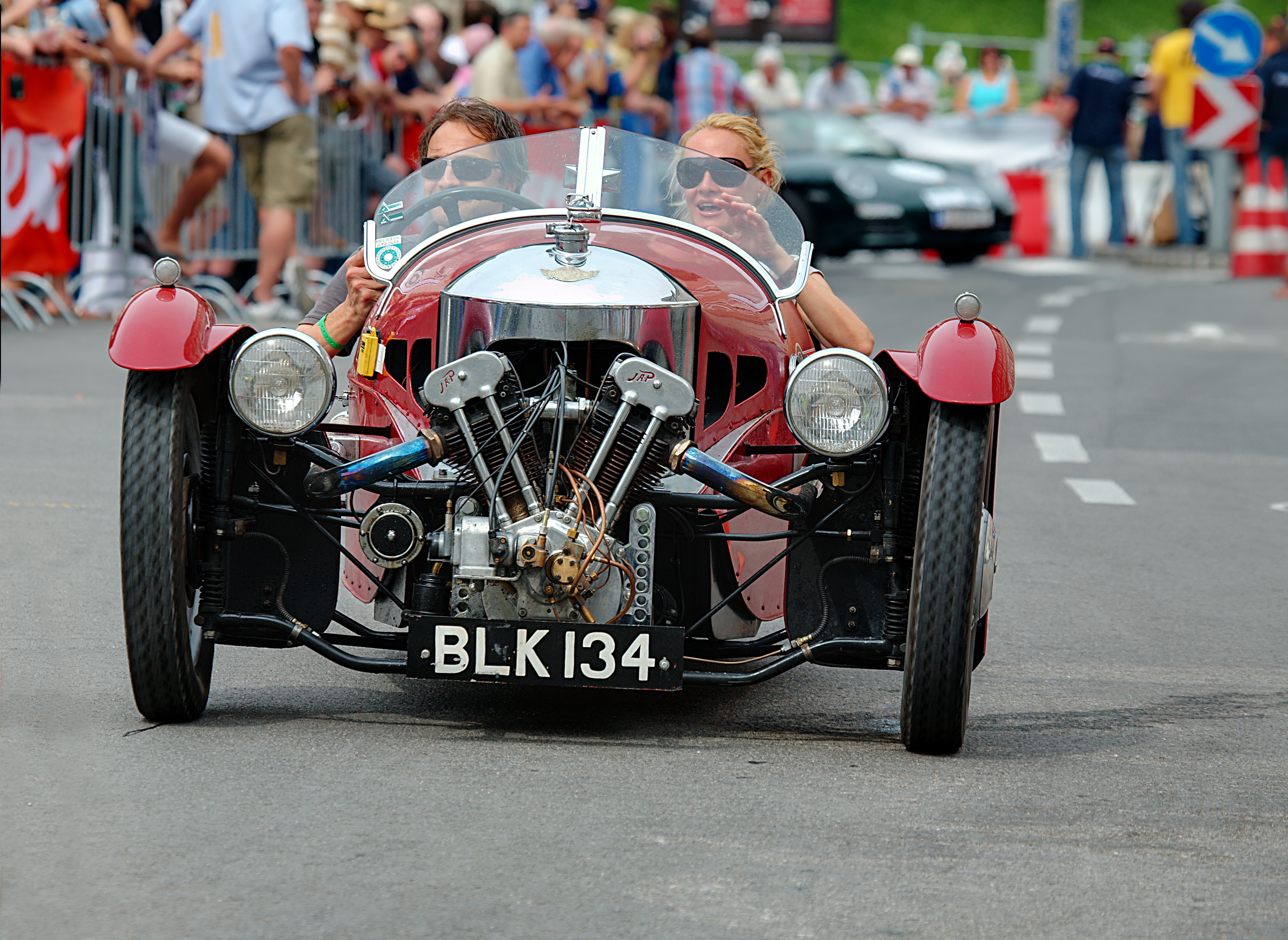
J.A.P.-Motor an einem Morgan-Threewheeler

J.A.P. war ein Unternehmen in Tottenham, das von John Alfred Prestwich gegründet wurde und zunächst durch die von ihm hergestellten Kameras auffiel. In den 1920er und 1930er Jahren war J.A.P. einer der größten Lieferanten von Einbaumotoren in Europa.

## Unternehmensgeschichte
J.A.P. begann um 1904 mit der Fertigung kompletter Motorräder, jedoch wurde die Motorradfertigung 1908 zu Gunsten der Entwicklung und Fertigung von Motoren aufgegeben.

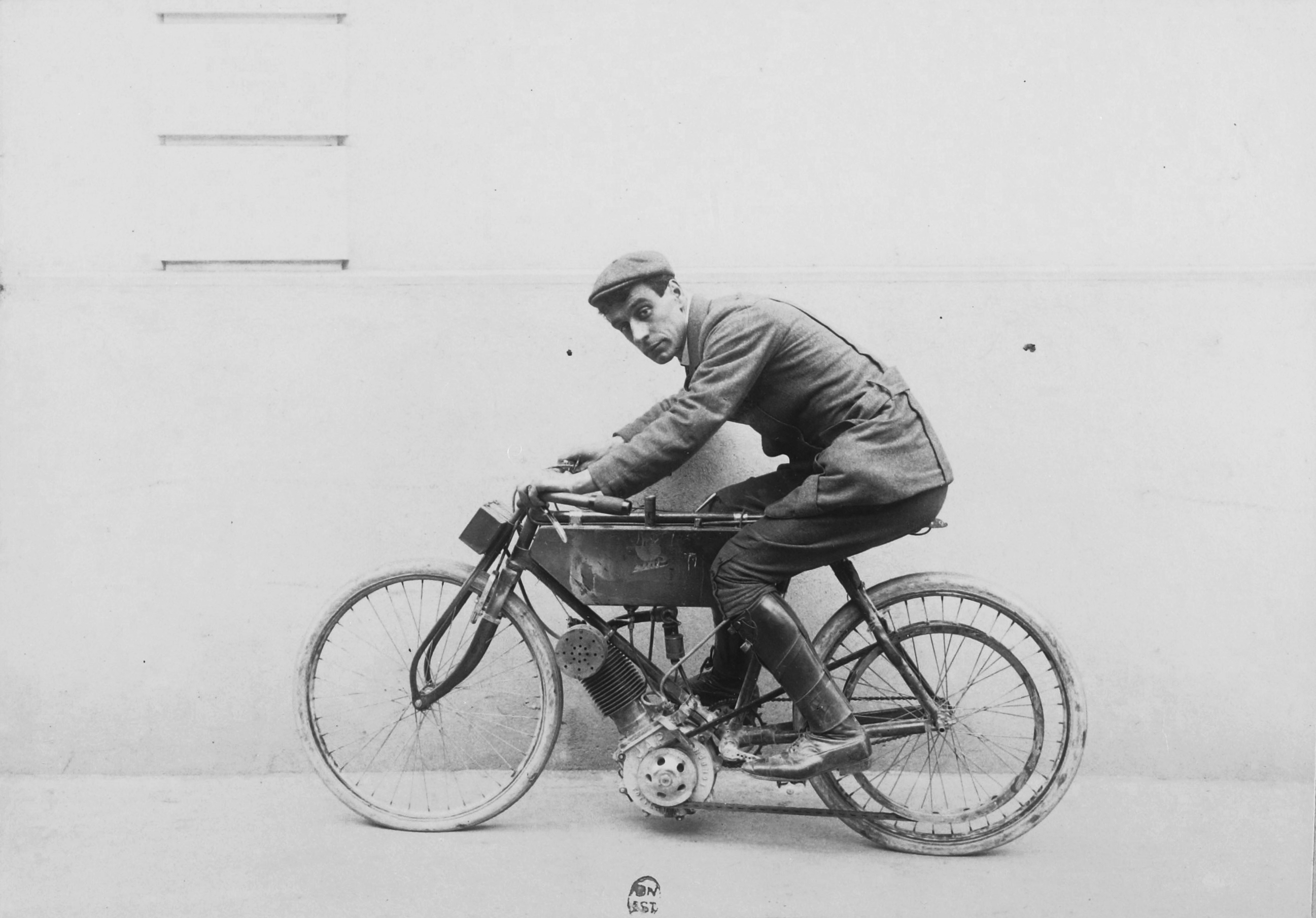
W. Hodgkinson auf JAP (September 1904, Prix du MCF)

Am 25. September 1904 nahm W. Hodgkinson auf einer J.A.P. mit der Startnummer 8 am internationalen Motorrad-Preis des französischen Motoclub du France in Dourdan teil, erreichte jedoch nicht das Ziel.
Berühmte Marken, die vor dem Ersten Weltkrieg J.A.P.-Motoren bezogen, waren unter anderem BAT, Chater-Lea, Martin, Matchless, Sunbeam, Trump, Triumph, Zenith, aber auch Morgan, damals Hersteller von Threewheelern. Nach 1918 trug nicht zuletzt das Unternehmen Brough Superior zur weiteren Popularität dieser Triebwerke bei. J.A.P. lieferte schon zu Beginn der 1920er Jahre leistungsfähige Motoren in fast allen Hubraumklassen. Ab Ende der 1920er Jahre waren J.A.P.-Motoren in ganz Europa und Amerika weit verbreitet.
Viele Motorradhersteller, die sich den Bau eigener Motoren nicht leisten konnten oder wollten, bauten J.A.P.-Motoren ein. Darüber hinaus wurden spezielle Motoren mit einem Hubraum bis zu 1400 cm³ (V2) zum Beispiel für Draisinen hergestellt.
Im Rennsport vertrauten viele Hersteller gerade auf die 250er, 350er, 500er und 1000er Motoren, jedoch baute J.A.P. auch 175er, 200er, 300er, 680er, 750er usw. in verschiedensten Ausführungen: mit Seitenventilen, mit oben gesteuerten Ventilen, mit automatischen Einlassventilen und Mitte der 1920er Jahre Motoren mit obenliegender Nockenwelle. Ein 1000er V2-Racing-J.A.P. konnte mit Ethanol betrieben durchaus über 100 PS leisten. Für Rekordzwecke wurden diese Motoren in den 1930er Jahren mit Kompressoren aufgeladen.
Die Blütezeit für J.A.P. war um 1932/1933 vorüber. Zum einen mussten viele Motorradhersteller ihre Tore wegen der Weltwirtschaftskrise schließen, zum anderen brach der deutsche Markt wegen Einfuhrbeschränkungen fast ganz weg und zu guter Letzt bauten viele „Überlebende“ der Weltwirtschaftskrise nun eigene Motoren. Für J.A.P. blieb hauptsächlich der Markt der Spezialtriebwerke, zum Beispiel für Sand- und Grasbahnrennen. Noch bis in die 1960er war dieser Sport von J.A.P. dominiert und danach liefen noch Triebwerke auf J.A.P.-Basis. Das Unternehmen wurde jedoch schon 1945 vom Birminghamer Motorenhersteller Villiers Ltd übernommen. Ab 1957 baute es nur noch Industriemotoren.
Unter anderem fuhr der Rennfahrer Heinz Melkus in den 1950er-Jahren erfolgreich Formel-3-Rennen mit einem J.A.P.-Motor in seinen Eigenbauten. Der Einzylinder-Viertaktmotor hatte einen Hubraum von 498 cm³ und leistete 45–47 PS.

## Nummernschlüssel
Zumindest die Motoren, die ab 1920 gebaut wurden, lassen sich anhand der auf dem Kurbelgehäuse eingeschlagenen Buchstabencodes aufschlüsseln. So steht der erste Buchstabe für Bohrung × Hub und den sich daraus ergebenden Hubraum:
- Z = 175 cm³ (55 × 73 mm)
- V = 175 cm³ (60 × 62 mm)
- N = 200 cm³ (55 × 83 mm)
- P = 250 cm³ (62,5 × 80 mm)
- B = 250 cm³ (64,5 × 76 mm)
- A = 300 cm³ (70 × 78 mm)
- F = 300 cm³ (70 × 76 mm)
- G = 350 cm³ (70 × 88 mm)
- I = 350 cm³ (70 × 90 mm)
- S = 350 cm³ (74 × 80 mm)
- E = 375 cm³ (74 × 85 mm)
- M = 300 cm³ (70 × 97 mm)
- J = 500 cm³ (80 × 99 mm)
- K = 500 cm³ (85,5 × 85 mm)
- L = 550 cm³ (85,5 × 97 mm)
- U = 600 cm³ (85,5 × 104 mm)

Bei einem Zweizylinder würde nun ein „T“ für Twin folgen.
- GT = 680 cm³
- MT = 750 cm³
- KT und JT = 1000 cm³

Nun folgen die Buchstaben für die jeweiligen Ausführungen:
- O = OHV-Steuerung (hängende Ventile/obenliegende Ventile)
- W = Wasserkühlung
- S = Kurzhub oder Spezialmotor
- R = Rennmotor
- Z = Trockensumpfschmierung
- C = Sportmotor
- Y = Doppelauspuff/Doppelport - Zylinderkopf

Diese Buchstaben wurden auch kombiniert. Nun folgt ein Schrägstrich und danach wird das Baujahr laut folgenden Buchstaben angegeben:
So beginnt 1920 mit dem Buchstaben „P“ des Wortes P N E U M A T I C S und endet für 1929 mit „S“. W = 1930, H = 1931, Y = 1932, Z = 1933, D = 1934, R = 1935, V = 1936, F = 1937, O = 1938, G = 1939
Danach folgt die Seriennummer.
Ein KTOYZ/I 22312 wäre dann also beispielsweise ein 1000er V2 mit obengesteuerten Ventilen, Doppelportzylinderköpfen und Trockensumpfschmierung aus dem Jahr 1927.

## Automobilproduktion
Zwischen 1904 und 1905 stellte das Unternehmen auch Automobile her. Dabei handelte es sich um Dreiräder mit einem einzelnen Hinterrad. Der Motor mit 593 cm³ Hubraum und 4,5 PS war vorne im Fahrzeug montiert. Die offene Karosserie bot Platz für zwei Personen nebeneinander.